# ボートピア市原
ボートピア市原（ボートピアいちはら）は、東京都四市競艇事業組合が千葉県市原市に設置しているボートレースの場外発売場である。
本項では同施設に併設されている競輪場外車券売場のサテライト市原（さてらいといちはら）についても記述する。

## 概要
もともとは忠実屋市原店、ダイエー市原店が出店していた地に、店舗閉鎖後の施設を改装して設置された。ボートレース・競輪をあわせて、サテライト市原開業当時では1日で最大96レースを発売していた（後にそれ以上のレース数になっている）。
地元千葉県の千葉テレビ放送では、この最大96競走発売を売りにしたテレビCMが頻繁に放送されている。ただし、地上波アナログ放送が終了した2011年以降もCMの作り変えはしばらく行わず、4:3比のアナログ放送時代に制作したCMがしばらく放送されていた。後にCMは、新規製作されている。

### ボートピア市原
ボートピア市原は、千葉県初のボートレースの場外発売場として、2002年3月16日に開業した。
管理施行者が携わっているボートレース多摩川のレースを中心として、ボートレース平和島など主に関東地区で開催されるレースの勝舟投票券を発売している。また、ボートレース桐生などのナイターレースの勝舟投票券も発売しており、昼間開催を含めて一日で最大4場の48レースを発売する。日本で初めて一日48競走を発売した公営競技投票券売場である。後に、一日で最大8場の発売が可能になり、最大で96レースの発売が可能である。

### サテライト市原
サテライト市原は、ボートピア市原に併設される形で2008年8月14日に開設された。これは小倉競輪場、サテライト双葉に 次いで全国で3場目。ボートレースの施設に競輪場外車券売場が入る例としては初めてである。
管理施行者は、最寄の競輪場である千葉競輪場の千葉市と（現在は250競走『PIST6』を実施しており、これは一切紙の車券を発売しないためサテライト市原で千葉のレースの車券を発売することはないが、管理施行は2023年度末の時点でも引き続き実施）、東京都四市競艇事業組合の4市すべてが主催に含まれている京王閣競輪場の東京都十一市競輪事業組合による共同管理となっている。
こちらも一日で最大4競輪場の48競走を発売する。

## 設備
1階および2階が観客席である。
- 一般席 - 1階。喫煙所を除き禁煙。2階にサテライト市原が併設されている。
- 有料席
  - ロイヤルキャビン - 1階。3段階ある有料席のうち、最上級のものとして設定されている席。
  - グランドキャビン - 2階。一部禁煙。
  - キャビン - 2階。解放型のペアシート指定席。一部席を除き禁煙。

有料席はボートピア（競艇）の施設にサテライト（競輪）の施設が併設される形になっている。
競艇のトータリゼータシステム（投票集計発券システム）は、富士通フロンテックのシステムを採用している。東日本地区の舟券発売施設で同社のシステムを採用したのは本施設が最初である。この関係もあり、他場との相互払戻を長らく実施していなかったが、全国総合払戻サービス「どこでもはらいおん」に2013年より参加しており、他場と勝舟投票券を相互に払い戻しすることが可能である。
有人の2窓を除き、全て投票券自動販売機にて、マークシートにより連勝式勝舟投票券の発売を行う。通常マークシートで2点以下の組番の勝舟投票券を購入した場合、投票券面に選手名が印字される。
先述のとおり旧ダイエー市原店を改装してボートピアを開設した関係で、当時より引き続きスイミングスクールのプールが併設されている。

## アクセス
- 内房線（JR東日本）八幡宿駅下車。西口から無料送迎バスで5分。または徒歩12分。
無料送迎バスは15分おきに運行され、ナイター開催がある場合は20:00まで運行がある。以前は、茂原駅（外房線）からも朝に1本だけ送迎バスが運行されていた。
- 京葉道路蘇我インターチェンジから車で10分